# آلفونسو گاتو
آلفونسو گاتو (ایتالیایی: Alfonso Gatto؛ ۱۷ ژوئیهٔ ۱۹۰۹ – ۶ مارس ۱۹۷۶) یک شاعر، نویسنده، و هنرپیشه اهل ایتالیا بود. وی برنده جایزه ویارجو (۱۹۷۲) شده است
از فیلم‌ها یا برنامه‌های تلویزیونی که وی در آن نقش داشته است می‌توان به انجیل به روایت متی اشاره کرد.